# Hua Hu Ching
El Hua Hu Ching (en chino: 化 胡 经 / 化 胡 经, pinyin: Huàhújīng; Wade-Giles: Hua Hu Ching), nombre abreviado de Taishang lingbao Laozi huahu miaojing (太上靈寶老子化胡妙經 o "Maravillosa relación del Supremo Tesoro Numinoso de Lao-Tse sobre la conversión de los bárbaros"), es un texto taoísta escrito o compilado en el siglo IV por un taoísta chino llamado Wang Fu, aunque atribuido tradicionalmente a Lao-Tse.

## Historia
Si bien el Hua Hu Ching es atribuido tradicionalmente a Lao-Tse, algunos estudiosos creen se trata de una falsificación, ya que no hay referencias históricas sobre este texto hasta principios del s. IV d. C. Según Louis Komjathy (2004), el taoísta Wang Fu (王 浮) compiló originalmente el Hua Hu Ching alrededor del año 300 d. C. Tanto Komjathy como Charles Hucker (1975) señalan que el origen del Hua Hu Ching se enmarca dentro del contexto de las controversias entre taoístas y budistas sobre la relativa anterioridad de Buda o Lao-Tse en términos históricos. 
En ese sentido, el Hua Hu Ching habría sido compuesto para apoyar los argumentos taoístas en favor de la tesis de que Lao-Tse, tras retirarse de China hacia occidente, habría atravesado Asia Central hacia la India, donde se convirtió en Buda. Por tanto, según esta tesis de los seguidores del Tao, el budismo sería una versión distorsionada del taoísmo, adaptada para la comprensión de los "bárbaros" de la India. 
En 1992 Brian Walker realizó una versión libre del Hua Hu Ching basado en la traducción del Maestro Ni Hua Ching, estructurado en 81 capítulos, a semejanza del Tao Te King.